# (1003) Lilofee
(1003) Lilofee és un asteroide que forma part del cinturó d'asteroides i va ser descobert per Karl Wilhelm Reinmuth des de l'observatori de Heidelberg-Königstuhl, Alemanya, el 13 de setembre de 1923.
Inicialment va ser designat com a 1923 OK. Després fou anomenada Lilofee, una sirena personatge de les cançons populars alemanyes.
Està situat a una distància mitjana del Sol de 3,143 ua, podent allunyar-se'n fins a 3,647 ua i acostar-s'hi fins a 2,64 ua. Té una inclinació orbital de 1,839° i una excentricitat de 0,1602. Emplea 2035 dies a completar una òrbita al voltant del Sol.